# Laodicea ad Lycum

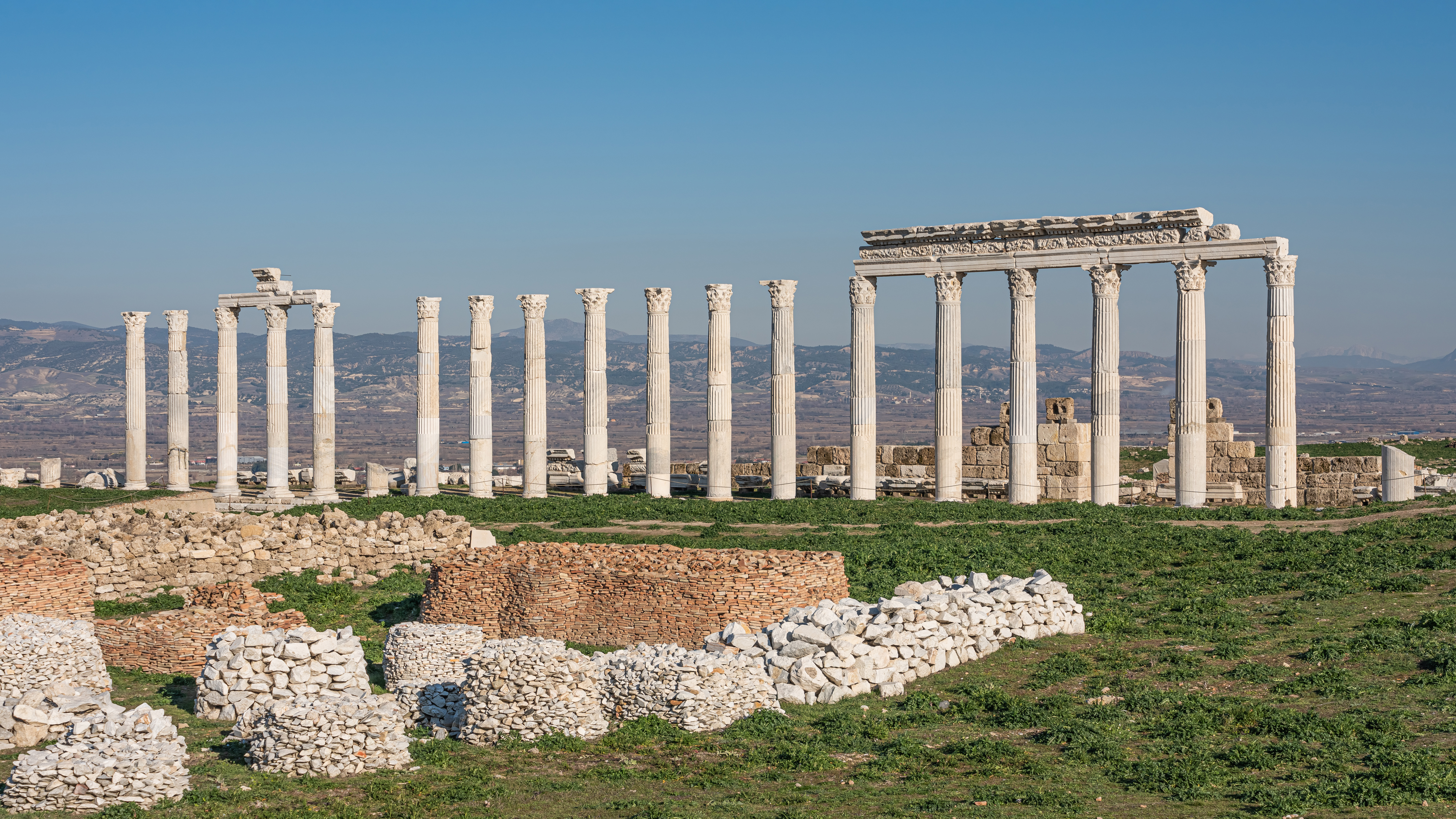

Laodicea on the Lycus (tiếng Hy Lạp: Λαοδίκεια πρὸς τοῦ Λύκου Laodikeia pros tou Lykou; tiếng Latinh: Laodicea ad Lycum, cũng được chuyển tự là Laodiceia hoặc Laodikeia) (tiếng Thổ Nhĩ Kỳ: Laodikeia hiện đại) là một thành phố cổ ở Tây Nam Phrygia, trong một tỉnh thuộc La Mã của châu Á, ở miền Tây thành này ngày nay là vùng Thổ Nhĩ Kỳ thuộc châu Á. Nó được Seleucid Antiochus III lập nên vào thế kỷ thứ 3 TC, và sau đó được gọi bằng tên của vợ Sebucid Antichus III này, Laodice. Nó nằm trong một trũng màu mỡ của Lycus (một nước chư hầu của Maeander), gần với Hierapolis  và 160 km về phía đông Ephesus và Cô-lô-se, và được phân biệt bằng một tính ngữ "cho biết nó thuộc Lycus" để không lẫn với những thành khác có cùng tên. Nó là một giao lộ rất quan trọng: con đường chính đi qua Tiểu Á chạy về phương Tây đến các cảng của Miletus và Ephesus cách khoảng 160 km
Kể từ năm 2002, các cuộc khai quật khảo cổ đã được tiếp tục bởi Đại học Pamukkale, sau đó là công việc phục hồi chuyên sâu..
Vào năm 2013, địa điểm khảo cổ này đã được ghi vào Danh sách đề cử các di sản thế giới ở Thổ Nhĩ Kỳ.
Thành phố này có một trong số Bảy giáo hội ở Châu Á được đề cập trong Sách Khải Huyền.
324140 và về phương Đông qua một con dốc đến một cao nguyên trung tâm và do đó hướng đến Sy-ri; và một con đường khác đi về hướng Bắc đến Pergamum và hướng Nam đến vùng biển Attalia.
Vị trí chiến lược này giúp Lao-đi-xê trở nên một trung tâm thương mại rất thịnh vượng, đặc biệt dưới thời La Mã cai trị. Khi bị sụp đổ bởi một cơn động đất thảm khốc năm 60 SC nó có thể không cần đến sự giúp đỡ của Nero. Lao-đi-xê là một trung tâm quan trọng cho việc kinh doanh ngân hàng và giao dịch. Sản phẩm đặc trưng của nó gồm có vải len đen bóng và nó là trung tâm y khoa đặc biệt là khoa mắt. Vị trí này có một khuyết điểm: được xác định bởi những hệ thống đường bộ, nó thiếu đi hệ thống cung cấp nước đầy đủ và thường xuyến. Nước được dẫn theo đường ống vào thành phố từ những suối nước nóng cách xa đó về phía Nam, và có thể về đến nước chỉ còn hơi ấm. Những lớp trầm tích vẫn bao bọc phần còn lại cho thấy hơi ấm của nó. Vị trí của Lao-đi-xê sau đó bị bỏ hoang, vào một thành thời hiện đại (Denizli) đã mọc lên gần những dòng suối.
Phúc Âm hẳn đã được rao truyền đến Lao-đi-xê vào những ngày đầu tiên, có lẽ trong lúc Phao-lô sống ở Ê-phê-sô (Cong 19:10) và có lẽ qua Ê-pháp-ra (Co 4:12-13). Mặc dù Phao-lô đề cập đến Hội Thánh ở đây (Co 2:1; 4:13-16), không có bản chép nào cho rằng Phao-lô đã đến thăm nó. Hiển nhiên Hội Thánh này vẫn giữ những mối liên hệ gần gũi với các Cơ Đốc nhân ở Hierapolis và Cô-lô-se "Thư ở Lao-đi-xê gởi đến" (Co 4:16) thường được nghĩ là một bản sao thư tín Ê-phê-sô đã được nhận ở Lao-đi-xê.
Lao-đi-xê, một trong '7 hội thánh cõi A-si' (Kh 1-3)
Thư cuối cùng trong các thư gởi cho "bảy Hội Thánh ở châu Á" (Kh 3:14-22) được gởi cho Lao-đi-xê. Hình ảnh của nó có liên quan một ít đến Cựu Ước, nhưng chứa những lời bóng gió đến đặc tính và những hoàn cảnh của thành này. Vì tất cả sự giàu có của nó, hoặc chất làm phục hồi sức khỏe từ nước lạnh như ở Cô-lô-se, nhưng chỉ có nước hơi ấm có ích như một loại thuốc gây mê mà thôi. Hội Thánh Lao-đi-xê bị lên án vì sự vô ích tương tự: Nó đã quá đầy đủ không cần chi nữa, hơn là có tấm lòng nửa vời. Giống như thành này, Hội Thánh của nó nghĩ mình "không cần chi nửa". Thật ra nó đang nghèo nàn lỏa lồ và đui mù thuộc linh, và cần có "vàng", "trắng", và "thuốc xức mắt", những thứ có hiệu quả hơn những nhà băng, quần áo và bác sĩ của nó có thể cung cấp. Như những cư dân không hiếu khách đối với người qua đường, người đã cho họ những món hàng vô giá trị, người Lao-đi-xê đã đóng cửa nhà họ lại và để Đấng ban cho của họ bên ngoài. Chúa Cứu Thế xoay lời nài xin đầy tình yêu thương sang một cá nhân (câu 20).